# Liniez
Liniez é uma comuna francesa na região administrativa do Centro, no departamento Indre. Estende-se por uma área de 26,08 km². Em 2010 a comuna tinha 333 habitantes (densidade: 12,8 hab./km²).